# Paul D. Adams

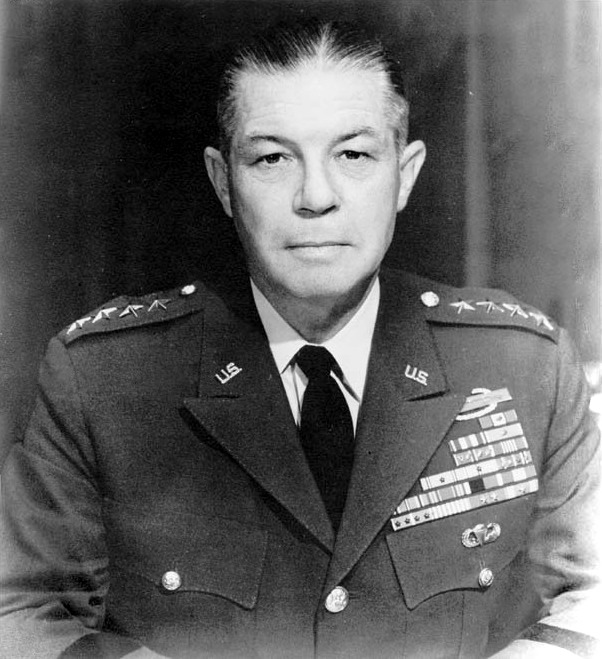
General Paul D. Adams

Paul DeWitt Adams (* 6. Oktober 1906 in Heflin, Alabama; † 31. Oktober 1987 in Tampa, Florida) war ein US-amerikanischer General der US Army, der unter anderem von 1960 bis 1961 Kommandeur der 3. US-Armee (Third US Army) sowie zuletzt zwischen 1961 und 1966 Oberkommandierender des Angriffskommandos (US Strike Command) war.

## Leben

### Militärische Ausbildung und Zweiter Weltkrieg
Adams schloss 1924 seine schulische Ausbildung am Marion Military Institute ab und begann daraufhin seine Offiziersausbildung an der US Military Academy in West Point, die er 1928 abschloss. Im Anschluss wurde er als Leutnant (Second Lieutenant) in die US Army übernommen und fand in der Folgezeit zahlreiche Verwendung als Infanterieoffizier. Er wurde am 29. Juni 1942 zum Oberstleutnant (Lieutenant-Colonel) befördert. Als solcher wurde er am 2. September 1942 stellvertretender Kommandeur (Executive Officer) der 1. Spezialeinsatzkräfte FSSF (First Special Service Force), der später sogenannten „Devil’s Brigade“, und verblieb auf diesem Posten bis zum 1. Dezember 1943. Während dieser wurde er am 9. Dezember 1942 auch zum Oberst (Colonel) befördert. Er nahm am 17. August 1943 an einem gemeinsamen Einsatz von US-amerikanischen und kanadischen Kommandoeinheiten teil, um während der Schlacht um die Aleuten die von japanische Marineinfanteristen besetzte Kiska Island zurückzuerobern. Für seine militärischen Verdienste bei der Befreiung Kiskas wurde ihm 1943 der Legion of Merit verliehen.
Danach war Adams zwischen dem 29. Januar 1944 und dem 1. Januar 1945 Kommandeur (Commanding Officer) des zur 36. Infanteriedivision (36th Infantry Division) gehörenden 145. Infanterieregiments (143rd Infantry Regiment). Mit dieser nahm er auf dem Kriegsschauplatz Mittelmeerraum vom 15. August 1944 bis 12. September 1944 an der Operation Dragoon teil, der Landung zweier Armeen der Westalliierten an der französischen Côte d’Azur zwischen Toulon und Cannes und Vertreibung der deutschen Truppen aus Südfrankreich. Daneben nahm er mit seiner Einheit an weiteren Einsätzen auf dem europäischen Kriegsschauplatz teil und wurde für seine militärische Verdienste mit einem Bronzenen Eichenlaubzweig anstelle eines zweiten Legion of Merit geehrt. Er war danach vom 2. Januar 1945 bis Januar 1946 stellvertretender Kommandeur der 45. Infanteriedivision (45th Infantry Division). Mit dieser nahm er unter anderem bis zum 21. Januar 1945 an der Ardennenoffensive und danach am Einmarsch der Westalliierten in Deutschland teil. Am 12. April 1945 wurde er zum Brigadegeneral (Brigadier-General) befördert.

### Nachkriegszeit und Aufstieg zum General
Nach Kriegsende war Adams von Januar bis September 1946 Offizier in der Stabsabteilung Personal der Bodentruppen und absolvierte danach bis 1947 das National War College (NWC) in Fort Lesley J. McNair. Im Anschluss fand er zwischen 1947 und 1950 Verwendung an der Command & General Staff School (CGSS) in Fort Leavenworth und war dort nacheinander Ausbildung, stellvertretender Leiter sowie zuletzt Leiter der Organisations- und Ausbildungsleitung des Command and General Staff College (CGSC). Er absolvierte einen weiteren Lehrgang am US Army War College (USAWC) in Carlisle und blieb dort anschließend als Dozent. Im Koreakrieg war er zunächst 1952 Kommandeur der 24th Infantry Division, danach Chef des Stabes des X. Korps (X Corps) sowie zuletzt bis Mai 1953 Chef des Stabes der 8. Armee (Eighth US Army). Während dieser Zeit wurde er am 8. Oktober 1951 zum Generalmajor (Major-General) befördert. Für seine Verdienste im Koreakrieg wurde ihm die Army Distinguished Service Medal sowie der Silver Star verliehen.
Nach Ende des Koreakrieges fungierte Generalmajor Adams zwischen dem 1. Mai und Oktober 1953 als Kommandeur der 101. Luftlandedivision (101st Airborne Division), den sogenannten „Screaming Eagles“. Er war vom 25. März bis zum 24. Juli 1955 Leiter der Operationsabteilung (G-3) im Generalstab des Heeres sowie später vom 26. Juli bis 25. Oktober 1958 Kommandeur der US-Landstreitkräfte bei der Militärintervention während der Libanonkrise. Für die dortigen Verdienste wurde ihm abermals die Army Distinguished Service Medal verliehen, und zwar als Bronzener Eichenlaubzweig zu seiner ersten Medaille. Am 1. April 1959 wurde er zum Generalleutnant (Lieutenant-General) befördert und übernahm als Nachfolger von Generalleutnant Francis William Farrell als Kommandierender General des V. Korps (V Corps). Diesen Posten bekleidete er bis zum 30. September 1960, woraufhin Generalleutnant Frederic J. Brown seine Nachfolge antrat. Anschließend fungierte er als Nachfolger von Generalleutnant Thomas J. H. Trapnell zwischen dem 17. Oktober 1960 und dem 2. Oktober 1961 in Personalunion als Kommandeur der 3. US-Armee (Third US Army) sowie zugleich als Kommandant des Heeresstützpunktes Fort McPherson in Georgia. Sein dortiger Nachfolger wurde 1961 ebenfalls Generalleutnant Thomas J. H. Trapnell.
Nach seiner Beförderung zum General am 3. Oktober 1961 wurde Adams erster Oberkommandierender (Commander-in-Chief) des zur Bewältigung globaler Krisen neugeschaffenen US-Angriffskommandos STRICOM (United States Strike Command) auf dem Luftwaffenstützpunkt MacDill Air Force Base. Dieses Kommando, das maßgeblich für die Organisation möglicher militärischer Interventionen während der Kubakrise 1962 zuständig war, setzte sich aus dem Strategischen Heereskorps STRAC (Strategic Army Corps) sowie dem Taktischen Luftwaffenkommando TAC (Tactical Air Command) zusammen. In dieser Verwendung blieb er, bis er nach 38 Dienstjahren 1966 in den Ruhestand trat, woraufhin General Theodore J. Conway sein Nachfolger wurde. Für seine Leistungen als Oberkommandierender von STRICOM wurde ihm abermals die Army Distinguished Service Medal verliehen, und zwar als zweiter Bronzener Eichenlaubzweig zu seiner ersten Medaille. Darüber hinaus wurde er für die dortigen Verdienste auch mit der Air Force Distinguished Service Medal ausgezeichnet. Il Lauf seiner militärischen Dienstzeit wurde er des Weiteren mit der Bronze Star Medal mit drei Eichenlaubzweigen, der Combat Infantryman Badge sowie der Basic Parachutist Badge ausgezeichnet.
Nach seinem Ausscheiden aus dem Militärdienst war er zwischen 1966 und 1971 Präsident des von ihm gegründeten Unternehmens Paul D. Adams and Associated. Er war verheiratet mit Mabel D. Adams und wurde nach seinem Tode auf dem Friedhof Myrtle Hill Memorial Park in Tampa beigesetzt.